# 碎叶陵齿蕨
碎叶陵齿蕨（学名：Lindsaea chingii）为鳞始蕨科鳞始蕨属下的一个种。生长在阴湿沟中。